# فرانکفورت (کانزاس)
فرانکفورت (به انگلیسی: Frankfort) شهری در ایالت کانزاس کشور ایالات متحده آمریکا است که جمعیت آن در سرشماری سال ۲۰۱۰ میلادی، ۷۲۶ نفر بوده‌است.